# Reggie Walker
Reginald Edgar Walker, detto Reggie (Durban, 16 marzo 1889 – Durban, 5 novembre 1951), è stato un velocista sudafricano, campione olimpico dei 100 metri piani ai Giochi di Londra 1908.

## Biografia
Reginald Walker, diciannovenne originario del Natal, non era atteso come uno dei favoriti ai Giochi di Londra 1908. Pur essendo stato il campione sudafricano nel 1907, non fu selezionato per la squadra olimpica e la sua trasferta a Londra fu resa possibile grazie alla raccolta di fondi organizzata da un giornalista sportivo del Natal. A Londra si allenò con Sam Mussabini, lo stesso tecnico che anni dopo avrebbe seguito anche Harold Abrahams, campione olimpico a Parigi 1924.
Walker vinse la sua batteria dei 100 metri piani in 11 secondi netti e nel secondo turno eguagliò il record olimpico di 10"8, ripetendosi con identico cronometraggio in finale. Primo alla partenza, fu superato da James Rector a metà gara, ma recuperò e superò lo statunitense, arrivando per primo sul traguardo con un metro circa di vantaggio.
L'atleta sudafricano interruppe così il predominio statunitense sulla distanza ai Giochi olimpici, che durava sin dalla prima edizione di Atene 1896 e che era stato mantenuto anche ai Giochi intermedi del 1906. Le due edizioni successive andarono ancora ad atleti statunitensi, fino al 1924 quando fu il britannico Abrahams a vincere.

## Curiosità
Reggie Walker è ancora oggi il più giovane campione olimpico nella storia dei 100 metri piani maschili, avendo conquistato il titolo all'età di 19 anni, 4 mesi e 6 giorni; in campo femminile, Betty Robinson fu ancora più precoce, vincendo la medaglia d'oro ad Amsterdam 1928 all'età di 16 anni, 9 mesi e 10 giorni.

## Palmarès
| Anno | Manifestazione  | Sede   | Evento      | Risultato | Prestazione | Note            |
| ---- | --------------- | ------ | ----------- | --------- | ----------- | --------------- |
| 1908 | Giochi olimpici | Londra | 100 m piani | Oro       | 10"8        | Record olimpico |